# 녹산산업대로
녹산산업대로는 부산광역시 강서구 송정공원과 송정동 경계를 잇는 부산광역시의 도로이다. 녹산산업단지의 주간선도로의 역할을 하고 있다. 10번신호등 교차로를 기준으로 동쪽으로 송정동 경계까지는 부산광역시도 제77호선에 속하며 서쪽으로 창원시 경계까지는 부산광역시도 제88호선에 속한다.

## 주요 경유지
부산광역시
- 강서구 송정동

## 노선
- 연한 분홍색(■): 부산광역시도 제88호선 구간
- 연한 파란색(■): 부산광역시도 제77호선 구간

| 이름                | 접속 노선                                                                                 | 소재지        | 소재지        | 비고          |
| 용원로와 직결       | 용원로와 직결                                                                             | 용원로와 직결 | 용원로와 직결 | 용원로와 직결 |
| ------------------- | ----------------------------------------------------------------------------------------- | ------------- | ------------- | ------------- |
| (송정공원)          | 부산광역시도 제88호선 (만금로)                                                            | 부산광역시    | 강서구        |               |
| 12번신호등 교차로   | 녹산산단27로                                                                              | 부산광역시    | 강서구        |               |
| 11번신호등 교차로   | 부산광역시도 제7707호선 (녹산산업북로) 신항동로                                           | 부산광역시    | 강서구        |               |
| 신항입구 교차로     | 신항북로                                                                                  | 부산광역시    | 강서구        |               |
| 녹송3호교           |                                                                                           | 부산광역시    | 강서구        |               |
| 10번신호등 교차로   | 국가지원지방도 제58호선 부산광역시도 제17호선 (거가대로) 부산광역시도 제77호선 (가락대로) | 부산광역시    | 강서구        |               |
| 9번신호등 교차로    | 녹산산단231로 녹산산단232로                                                               | 부산광역시    | 강서구        |               |
| 8번신호등 교차로    | 부산광역시도 제7704호선 (녹산산단261로) (녹산산단262로)                                   | 부산광역시    | 강서구        |               |
| 7번신호등 교차로    | 녹산산단289로 녹산산단290로                                                               | 부산광역시    | 강서구        |               |
| 6번신호등 교차로    | 부산광역시도 제7705호선 (녹산산단321로) (녹산산단322로)                                   | 부산광역시    | 강서구        |               |
| 5번신호등 교차로    | 녹산산단361로 녹산산단362로                                                               | 부산광역시    | 강서구        |               |
| 4번신호등 교차로    | 부산광역시도 제7706호선 (녹산산단381로) (녹산산단382로)                                   | 부산광역시    | 강서구        |               |
| 3번신호등 교차로    | 녹산산단407로 녹산산단408로                                                               | 부산광역시    | 강서구        |               |
| 2번신호등 교차로    | 부산광역시도 제7701호선 (녹산화전로) 부산광역시도 제7703호선 (녹산산단442로)              | 부산광역시    | 강서구        |               |
| 1번신호등 교차로    | 녹산산업북로                                                                              | 부산광역시    | 강서구        |               |
| 르노삼성대로와 직결 |                                                                                           |               |               |               |